# Rimsko steklo
Rimski predmeti iz stekla so bili najdeni v rimskem imperiju v domačem, industrijskem in grobnem okolju. Steklo se je uporabljalo predvsem za proizvodnjo posod, izdelali pa so tudi mozaične ploščice in okensko steklo. Rimska proizvodnja stekla se je razvila iz helenističnih tehničnih tradicij, ki se je sprva osredotočala na proizvodnjo intenzivno barvanih ulitih steklenih posod. Vendar pa je v 1. stoletju našega štetja prišlo do hitre tehnične rasti industrije, ki je uvedla pihanje stekla in prevlado brezbarvnih ali aqua stekel. Proizvodnja surovega stekla je potekala na geografsko ločenih lokacijah, od obdelave stekla do gotovih posod , do konca 1. stoletja pa je proizvodnja v velikem obsegu povzročila nastanek stekla kot splošno dostopnega materiala v rimskem svetu, ki je imel tudi tehnično zelo zahtevne specializirane vrste luksuznega stekla, ki bilo tudi zelo drago.

## Rast rimske steklarske industrije
Kljub rasti steklenih izdelkov v helenističnem svetu in rastočem mestu stekla v materialni kulturi, v začetku 1. stoletja ni bilo v rimskem svetu še nobene latinske besede za steklo. Vendar pa je steklo nastajalo v rimskih kontekstih s pomočjo predvsem helenističnih tehnik in slogov do poznega republikanskega obdobja. Večina proizvodnih tehnik je bila zamudna, prvotni izdelek pa je bila debelostenska posoda, ki je zahtevala precejšnjo dodelavo. To je skupaj s stroški uvoza natrona za proizvodnjo surovega stekla prispevalo k omejeni uporabi stekla in njegovem položaju kot dragem in visokokakovostnem materialu.
Steklarska industrija je bila tako v času republikancev relativno majhna obrt; čeprav se je v prvih desetletjih 1. stoletja našega štetja količina in raznolikost steklenih posod dramatično povečala. To je bil neposreden rezultat velike rasti rimskega vpliva ob koncu republikanskega obdobja, Pax Romana, ki je sledil desetletjem državljanske vojne  in stabilizaciji države, ki se je dogajala pod Avgustovo vladavino. Toda rimski stekleni izdelki so še vedno našli pot v zahodno Azijo (tj. Partskega cesarstva), Kušansko cesarstvo, Afganistan in Indijo ter do Hanskega cesarstva na Kitajskem. Prvo rimsko steklo, ki je bilo najdeno na Kitajskem, je izhajalo iz zgodnje grobnice 1. stoletja pred našim štetjem v mestu Guangdžov, ki je prišlo domnevno preko južnokitajskega morja. 
Poleg tega je bila v 1. stoletju novega stoletja uvedena velika nova tehnika proizvodnje stekla . S pihanjem stekla so delavci iz stekla proizvajali posode s precej tanšimi stenami, kar je zmanjšalo količino stekla, ki je bilo potrebno za vsako posodo. Pihanje stekla je bilo tudi precej hitrejše od drugih tehnik, posode pa so zahtevale bistveno manj končne obdelave, kar je pomenilo dodaten prihranek časa, surovin in opreme. Čeprav so prejšnje tehnike prevladovale v zgodnjih Avgustovih in julijsko-klavdijskih obdobjih , so bile od sredine do konca 1. stoletja zgodnejše tehnike v veliki meri opuščene v prid pihanja.
Zaradi teh dejavnikov so se stroški proizvodnje zmanjšali, steklo pa je postalo na voljo širši družbi v vse večjem številu oblik. Sredi 1. stoletja našega štetja je to pomenilo, da so se steklene posode preselile iz dragocene, visokokakovostne dobrine, v material, ki je splošno dostopen: »stekleno čašo za pitje bi lahko kupili za bakreni kovanec« (Strabon, Geographica XVI. 2). Ta rast je prinesla tudi proizvodnjo prvih steklenih teser (kock) za mozaike in prvo okensko steklo, saj se je tehnologija peči izboljšala, kar je omogočilo prvo proizvodnjo staljenega stekla . Hkrati je širitev imperija prinesla tudi pritok ljudi in širitev kulturnih vplivov, ki so povzročili sprejetje vzhodnih dekorativnih slogov. Spremembe, ki so se v tem obdobju zgodile v rimski industriji stekla, so torej posledica treh glavnih vplivov: zgodovinskih dogodkov, tehničnih inovacij in sodobne mode. Povezane so tudi z modo in tehnologijami, ki so se razvile v trgovini s keramiko, iz katere so bile pripravljene številne oblike in tehnike.
Proizvodnja stekla je dosegla vrhunec v začetku 2. stoletja našega štetja s steklenimi predmeti v domačem okolju vseh vrst. Primarne proizvodne tehnike pihanja in v manjši meri litja so ostale v uporabi do konca rimskega obdobja, pri čemer so se spremenile vrste posod, vendar v tehnologiji ni bilo veliko sprememb. Od 2. stoletja dalje so se slogi vedno bolj regionalizirali in dokazi kažejo, da so steklenice in zaprte posode, kot je unguentarium, premaknjene kot stranski produkt trgovine v njihovi vsebini in mnoge se zdi, da so se ujemale z rimskim merilom tekočin. Povečala se je tudi uporaba barvnega stekla kot dekorativnega dodatka za svetla in brezbarvna stekla, kovinske posode pa so še naprej vplivale na obliko steklenih posod. Po preobrazbi Konstantina so steklena dela začela hitreje premikati poganske religiozne posnetke v krščanske religiozne podobe. Premik prestilnice v Konstantinopel je pomladil vzhodno steklarsko industrijo, prisotnost rimske vojske v zahodnih provincah pa je veliko pripomogla k temu, da so tam preprečili kakršno koli recesijo. Do sredine 4. stoletja se je pihanje uporabljalo le občasno.

## Produkcija

### Sestava
Rimska proizvodnja stekla je temeljila na uporabi toplote za vgradnjo dveh primarnih sestavin: silicijevega dioksida in sode. Tehnične študije arheoloških stekel delijo sestavine stekla na oblikovalca, talilo, stabilizatorje, pa tudi možna motna sredstva ali barvila.
- Oblikovalec: Glavna sestavina stekla je silicijev dioksid, ki je bil v rimskem obdobju pesek (kremen), ki vsebuje nekaj aluminijevega oksida (običajno 2,5 %) in skoraj 8 % apna. Vsebnost aluminijevega oksida se spreminja, doseže največ 3 % v steklu iz zahodnega cesarstva in ostane opazno nižje v steklu na Bližnjem vzhodu.
- Flux: Ta sestavina je bila uporabljena za znižanje tališča silicijevega dioksida za oblikovanje stekla. Analiza rimskega stekla je pokazala, da se soda (natrijev karbonat) uporablja izključno v proizvodnji stekla.[10] V tem obdobju je bil primarni vir sode natron, naravno prisotna sol v suhih jezerih. Glavni vir natrona v času rimskega obdobja je bil Wadi El Natrun v Egiptu, čeprav je morda bil vir tudi v Italiji.
- Stabilizator: stekla iz silike in sode so naravno topna in zahtevajo dodatek stabilizatorja, kot so apno ali magnezijev oksid. Apnenec je bil primarni stabilizator, ki se je uporabljal v rimskem obdobju, ko je v steklo vstopal prek apnenčastih delcev v pesku, ne pa kot ločena komponenta.

Pokazalo se je tudi, da rimsko steklo vsebuje okoli 1 % do 2 % klora, v nasprotju s poznejšimi stekli. To naj bi izhajalo bodisi iz dodatka soli (NaCl) za zmanjšanje tališča in viskoznosti stekla bodisi kot onesnaževalca v natronu.

### Izdelava stekla
Arheološki dokazi za izdelavo stekla v rimskem obdobju so redki, vendar pa je z uporabo primerjav s kasnejšimi islamskimi in bizantinskimi obdobji jasno, da je bila proizvodnja stekla pomembna industrija. Do konca rimskega obdobja se je steklo proizvajalo v velikih količinah v rezervoarjih, ki so bili v visoko specializiranih pečeh, kot ponazarja 8-tonska steklena plošča iz Bet She'arima. Te delavnice bi lahko proizvedle več ton surovega stekla v enojni peči in čeprav bi to žganje trajalo več tednov, bi lahko samo ena primarna delavnica oskrbovala več sekundarnih steklarskih delavnic. Zato se zdi, da se je proizvodnja surovega stekla osredotočila na relativno majhno število delavnic, kjer je bilo steklo proizvedeno v velikem obsegu in nato razcepljeno na kose . Za lokalno izdelavo stekla so na voljo le omejeni dokazi in le v okviru stekla za okna. Razvoj te obsežne industrije ni povsem razumljiv, vendar Plinijeva Naravoslovna zgodovina (36, 194), poleg dokazov o prvi uporabi staljenega stekla sredi 1. stoletja našega štetja kaže, da so se pojavile tehnologije peči v začetku do sredine 1. stoletja našega štetja, skupaj s širitvijo proizvodnje stekla.
Urejanje delavnic za izdelavo stekla je potekalo pod tremi primarnimi dejavniki: razpoložljivost goriva, ki je bila potrebna v velikih količinah, viri peska, ki so predstavljali glavno sestavino stekla in natron, ki je deloval kot talilo. Rimsko steklo se je opiralo na natron iz Wadi El Natruna, zaradi česar se domneva, da so bile delavnice za izdelavo stekla v rimskem obdobju omejene na skoraj obalne regije vzhodnega Sredozemlja. To je olajšalo trgovino s surovim brezbarvnim ali naravno barvnim steklom, ki so ga proizvedli in ki je doseglo steklenjake v rimskem imperiju.
Pomanjkanje arheoloških dokazov o rimskih napravah za izdelavo stekla je privedlo do uporabe kemičnih sestavin kot dokazov za proizvodne modele, saj delitev proizvodnje kaže, da so kakršne koli spremembe povezane z razlikami v proizvodnji surovega stekla. Vendar pa je rimsko zanašanje na natron iz Wadi El Natruna kot talila  povzročilo večinoma homogeno sestavo v večini rimskih stekel.  Kljub objavi pomembnih analiz [16] so bile pred kratkim poskušane primerjave kemijskih analiz, ki jih proizvajajo različne analitične metode  in čeprav obstajajo nekatere razlike v rimskih sestavah stekla, je bilo smiselne sestavne skupine težko ugotoviti. za to obdobje.

### Reciklaža
Rimska pisatelja Stacij in Marcial nakazujeta, da je bilo recikliranje lomljenega stekla pomemben del steklarske industrije, kar se zdi, da je podprto z dejstvom, da so le redko stekleni fragmenti vseh velikosti, pridobljeni iz domačih lokacij tega obdobja. V zahodnem imperiju obstajajo dokazi, da je bilo recikliranje lomljenega stekla pogosto in obsežno in da so bile količine razbitih steklenih izdelkov koncentrirane na lokalnih lokacijah pred taljenjem v surovo steklo. Sestavljeno, ponavljajoče se recikliranje je vidno prek zvišanih ravni kovin, ki se uporabljajo kot barvila. 
Zdi se, da se taljenje ne izvaja v loncih; prej se zdi, da so bili lonci za kuhanje uporabljeni za operacije majhnega obsega. Za večje delo so bili uporabljeni veliki rezervoarji ali keramični kontejnerji. V največjih primerih so bile zgrajene velike peči, ki so obkrožale te posode.

### Obdelava stekla
V primerjavi z izdelovanjem stekla obstajajo dokazi, da je steklo delovalo na številnih lokacijah po cesarstvu. Za razliko od postopka izdelave stekla je bilo potrebno bistveno nižje temperature in bistveno manj goriva. Zaradi tega in širitve cesarstva so se do konca 1. stoletja pr. n. št. steklarske delavnice razvile v Rimu, Kampanji in Padski nižini. Znano je, da je bila Italija v tem času center za obdelavo in izvoz svetlo obarvanih posod , pri čemer je proizvodnja dosegla vrh sredi 1. stoletja našega štetja.
V zgodnjem in srednjem 1. stoletju je rast imperija vzpostavila delovišča stekla na mestih vzdolž trgovskih poti, pri čemer so Köln in druga renska središča postala pomembna delovišča stekla iz cesarskega obdobja. Prav tako se sirsko steklo izvaža vse do Italije. V tem obdobju so se oblike posod razlikovale med delavnicami in območji, kot sta Porenje in Severna Francija, ki ustvarjata posebne oblike, ki se ne vidijo na jugu. Rast industrije se je nadaljevala v 3. stoletju, ko se je zdelo, da se je na območju Colonia Claudia Agrippinensis pojavila znatna ekspanzija , proizvajalci severno od Alp pa so do 3. in začetka 4. stoletja izvažali na sever Italije in čezalpske regije.
Tudi delovišča za obdelavo stekla, kot je Oglej, so imela pomembno vlogo pri širjenju tradicij obdelave stekla in trgovini z materiali, ki so uporabljali votle steklene posode kot kontejnerje. Do 4. in 5. stoletja prevladujejo italijanske delavnice stekla.

### Slogi
Najstarejše rimsko steklo sledi helenističnim tradicijam in uporablja močno obarvano in 'mozaično' vzorčno steklo. V času pozne republikanske dobe so uvedli nove, zelo obarvane črtaste izdelke z zlitjem več drobnih in čipkastih trakov. V tem obdobju obstajajo dokazi, da se slog stekla spreminja geografsko, s prosojnimi barvnimi finimi izdelki iz 1. stoletja, predvsem 'zahodnega' porekla, medtem ko so poznejši brezbarvni fini izdelki bolj 'mednarodni'. Ti predmeti predstavljajo tudi prve z izrazito rimskim slogom, ki ni povezan s helenističnimi tradicijami litja na katerih temeljijo in so značilne za nove bogate barve. 'Smaragdno' zelena, temno ali kobaltno modra, temno modro-zelena in perzijsko ali 'pavovo' modra so najpogosteje povezane s tem obdobjem, druge barve pa so zelo redke. Od teh sta bili smaragdno zelena in pavovo modra barvi, ki jih je uvedla rimsko-italijanska industrija in skoraj izključno povezana s proizvodnjo finih izdelkov.
V zadnjih tridesetih letih 1. stoletja našega štetja pa je prišlo do izrazite spremembe v slogu, kjer so močne barve hitro izginile, nadomeščene z aqua in resnično brezbarvnimi stekli. Brezbarvna in aqua stekla so bila pred tem uporabljena za posodo in nekatere mozaične vzorce, vendar so v tem času začela prevladovati na trgu pihanega stekla.
Od približno 70-ih brezbarvno steklo postaja prevladujoči material za fine izdelke, cenejša stekla pa se premikajo v blede odtenke modre, zelene in rumene barve. Razprava se nadaljuje ali ta sprememba v modi nakazuje spremembo v odnosu, ki postavlja steklo kot posamezen material za zaslužek, ki ni več potreben za posnemanje dragih kamnov, keramike ali kovine ali pa je bil premik k brezbarvnemu steklu poskus posnemanja zelo cenjene kamene strele. Plinijeva Naravoslovna zgodovina navaja, da je »najbolj cenjeno steklo brezbarvno in transparentno, čim bolj podobno kameni streli« (36, 192), kar naj bi podpiralo to zadnje stališče, kot dokaz za obstojnost ulivanja kot produkcijske tehnike za izdelavo posode z debelo steno, ki so potrebne za obremenitev z obsežnim rezanjem in poliranjem, povezanim z obdelavo kristalov.

## Tehnika proivodnje posod

### Jedro in paličasto oblikovana posoda
Obrtniki so uporabili maso blata in slame, pritrjeno okrog kovinskega droga, da so ustvarili jedro in zgradili posodo s potapljanjem jedra v utekočinjeno steklo ali z ulivanjem tekočega stekla preko jedra. Jedro so odstranili po ohladitvi stekla in dodali ročaje, platišča in podlago. Za to posodo so značilne razmeroma debele stene, svetle barve in cik-cak vzorci kontrastnih barv ter so bile omejene glede velikosti na majhne posodice. Ta zgodnja tehnika je bila priljubljena v 1. stoletju pred našim štetjem, kljub zgodnji uvedbi kalupov in odlitih posod.

### Hladno rezana posoda
Ta tehnika je povezana s poreklom stekla kot nadomestkom za drage kamne. Z izposojanjem tehnik za kamne in gravirane dragulje so obrtniki lahko izdelali različne majhne posode iz blokov surovega stekla ali debelega oblikovanega debelega stekla, vključno s kameja steklom v dveh ali več barvah in čaše v okovju (še vedno misli večina učenjakov, da so bile okrašene z rezanjem, kljub nekaterim razpravam).

### Pihanje stekla: prosta in s kalupom pihana posoda
Te tehnike, ki so morale prevladovati v rimski industriji stekla po koncu 1. stoletja našega štetja, so podrobno obravnavane na strani pihanja stekla. Oblikovano pihano steklo se pojavlja v drugi četrtini 1. stoletja. 

## Dekorativne tehnike

### Uliti stekleni vzorci
Steklene plošče, ki se uporabljajo s kalupom, so lahko izdelane iz navadnega ali večbarvnega stekla ali celo sestavljene iz 'mozaičnih' kosov. Proizvodnja teh predmetov se je kasneje razvila v sodobno prepletajočo in millefiori tehniko, vendar je opazno drugačna. Opredeljenih je bilo šest primarnih vzorcev 'mozaičnega' stekla:
- Cvetlični (millefiori) in spiralni vzorci: nastali so z vezavo palic barvnega stekla skupaj in segrevanjem ter spajanjem v en kos. Nato so bili prerezani v prečni prerez, nastali diski pa bi se lahko združili, da bi ustvarili kompleksne vzorce. Alternativno se lahko dva trakova kontrastno obarvanega stekla zlita skupaj, nato pa navita okrog steklene palice, medtem ko je še vroča, da nastane spiralni vzorec. Prečni prerezi tega so bili tudi prerezani in so se lahko združili skupaj, da so tvorili ploščo ali se stopili v navadno steklo.
- Marmorirani in lisasti vzorci: Nekateri od teh vzorcev se jasno oblikujejo z izkrivljanjem prvotnega vzorca med izkrivljanjem steklene plošče med taljenjem. Vendar pa so z uporabo spiralnih in krožnih vzorcev izmeničnih barv proizvajalci lahko namerno posnemali videz naravnih kamnov, kot je sardoniks. To se najpogosteje pojavlja na skledah, ki so ena od najpogostejših steklenih najdb na najdiščih 1. st.
- Čipkasti vzorci: trakovi barvnega stekla so bili zviti s kontrastno barvno nitjo stekla, preden so se združili. To je bila priljubljena metoda v zgodnjem obdobju, vendar se zdi, da je izginila iz mode sredi 1. stoletja našega štetja.
- Črtasti vzorci: dolžine enobarvnega in čipkastega stekla so bile združene, da bi ustvarile žive črte, tehniko, ki se je razvila iz tehnike vzorca čipk v zadnjih desetletjih 1. stoletja našega štetja.

Proizvodnja večbarvnih posod se je po sredini 1. stoletja zmanjšala, vendar je ostala v uporabi še nekaj časa. 

### Zlato steklo
Zlato sendvič steklo ali zlato steklo je bila tehnika za pritrjevanje plasti zlatih listov z obliko med dvema staljenima slojema stekla, razvita v helenističnem steklu in oživljena v 3. stoletju. Obstaja veliko manj velikih modelov, vendar je velika večina od približno 500 preživelih okrogle oblike, ki so odrezana dna vinskih skodelic ali kozarcev, ki se uporabljajo za označevanje in dekoracijo grobov v rimskih katakombah z vtiskanjem v malto. Velika večina je 4. stoletje, ki sega v 5. stoletje. Večina je krščanskih, toda veliko poganskih in nekaj judovskih; njihova ikonografija je bila precej raziskana, čeprav je umetniško relativno nezahtevna. Nasprotno pa je veliko manjša skupina portretnih iz 3. stoletja izvrstno izdelana, pigment je pobarvan na vrhu zlata. Ista tehnika se je začela uporabljati za zlato tesere za mozaike sredi 1. stoletja v Rimu, do 5. stoletja pa so postala standardna podlaga za verske mozaike.

### Druge dekorativne tehnike
V rimskem obdobju so se uporabljale številne druge tehnike, vključno z emajliranjem in graviranjem.

## Tesere in okensko steklo
Delčki lomljenega stekla ali steklenih palčk so se uporabljali v mozaikih od avgustovskega obdobja naprej, toda do začetka 1. stoletja so se majhne steklene ploščice, znane kot tesserae, proizvajale posebej za uporabo v mozaikih. To so bile običajno v odtenkih rumene, modre ali zelene barve in so bile večinoma uporabljene v mozaikih, postavljenih pod fontane ali kot poudarki.
Približno v istem času so bila izdelana prva okenska stekla. Najstarejše plošče so bile grobo odlite v lesen okvir na vrhu sloja peska ali kamna, toda od konca 3. stoletja naprej je bilo okensko steklo izdelano s postopkom mufov, kjer je bil pregoreli cilinder rezan bočno in sploščen.